# Friedrich Gustav Jaeger
Friedrich "Fritz" Gustav Jaeger, född 25 september 1895 i Kirchberg an der Jagst, Kungariket Württemberg, död 21 augusti 1944 i Plötzenseefängelset, Berlin, var en tysk överste och motståndsman mot Adolf Hitler.

## Biografi
Under första världskriget tillhörde Jaeger Grenadier-Regiment „Königin Olga“ i Württembergs armé och stred i Flandern, Frankrike och senare vid Isonzofronten. Efter kriget gick han med i Freikorps Oberland och år 1919 i Tyska arbetarpartiet (DAP), vilket året därpå bytte namn till Nationalsocialistiska tyska arbetarepartiet (NSDAP). Jaeger lämnade dock partiet inom kort och kom att bli motståndare mot nationalsocialismen. Under 1920-talet verkade Jaeger inom finansbranschen.
År 1934 blev Jaeger kapten i 29:e infanteriregementet och två år senare befordrades han till major. Han deltog i annekteringen av Sudetenland 1938 och anfallet på Polen 1939. I början av andra världskriget knöt han kontakter med framstående motståndskämpar, däribland Hans Oster, Friedrich Olbricht och Ludwig Beck. Jaeger deltog därtill i Frankrikefälttåget 1940 och Operation Barbarossa 1941.
I februari 1942 omkom Jaegers hustru Marie-Elisabeth i en brittisk bombräd. Senare samma år befordrades Jaeger till överste och deltog i slaget vid Stalingrad, där han sårades allvarligt.
Vid 20 juli-attentatet 1944 mot Hitler var Jaeger befälhavare för ersättningsarméns pansartrupper i Wehrkreis II (Stettin) och Wehrkreis XXI (Kalisch). Han fick i order av Claus Schenk von Stauffenberg att gripa en SS-Oberführer. Han ska även ha fått i order att gripa Joseph Goebbels samt inta radiostationen i Masurenallee i västra Berlin.
Den 21 augusti 1944 ställdes Jaeger inför Volksgerichtshof, dömdes till döden för högförräderi och avrättades samma dag genom hängning.

## Utmärkelser
Första världskriget
- Järnkorset av andra och första klassen
- Såradmärket i guld
- Württembergska militärförtjänstmedaljen i guld: 30 augusti 1915

Andra världskriget
- Tilläggsspänne till Järnkorset av andra och första klassen
- Riddarkorset av Järnkorset: 26 maj 1940

### Webbkällor
- Friedrich Gustav Jaeger 1895–1944 Deutsches Historisches Museum
- Friedrich Gustav “Fritz” Jaegers grav på Find a Grave